# Liten papegojblomma
Liten papegojblomma (Strelitzia juncea) är en art i familjen papegojblomsväxter från Kap-provinsen i Sydafrika.

## Synonymer
Strelitzia parvifolia var. juncea Ker Gawl.
Strelitzia reginae var. juncea (Ker Gawl.) H.E.Moore